# James Hannay
James Hannay, född den 17 februari 1827, död den 9 januari 1873, var en skotsk skriftställare.
Hannay ingick vid 13 års ålder vid kungliga flottan, tog avsked 1845, var sedan redaktör i Edinburgh och från 1868 konsul i Barcelona. Utöver bidrag till tidskrifter, särskilt till Punch, skrev han romanen Singleton Fontenoy (1850), Sand and shells (1854), skisser ur sjölivet, romanen Eustace Conyers (1855), Essays from the Quarterly Review (1861), Three hundred years of a Norman house (1866) samt kritiska och litteraturhistoriska arbeten, om bland andra Thackeray, Poe och Dickens.